# Национальный преступный синдикат
Национальный преступный синдикат (англ. National Crime Syndicate) — так в прессе называлась многоэтническая, связанная конфедерация американских преступных организаций. Он состоял из тесно связанных между собой итало-американской и еврейской мафий, в него также были вовлечены другие преступные организации, такие как ирландская мафия и афроамериканские организованные преступные группы. Знаменитая «Корпорация убийств» (англ. Murder, Inc.) в 1930-х и 1940-х годах совершила сотни убийств от имени Национального преступного синдиката.

## История
Национальный преступный синдикат был идеей чикагского гангстера Джонни Торрио Основали синдикат на конференции боссов мафии в мае 1929 года в Атлантик-Сити (Нью-Джерси). В нём приняли участие ведущие деятели преступного мира Соединённых Штатов, в том числе Торрио, Лаки Лучано, Аль Капоне, Бенджамин «Багси» Сигел, Фрэнк Костелло, Джо Адонис, Голландец Шульц, Эбнер «Лонги» Цвиллман, Луис «Лепке» Бухальтер, Винсент Мангано, Наки Джонсон, Фрэнк Эриксон, Фрэнк «Дон Чиче» Скаличе и Альберт «Безумный Шляпник» Анастазия. Некоторые исследователи американской мафии описавают встречу в Атлантик-Сити как координационную и стратегическую конференцию для бутлегеров. Согласно выводам Специального комитета Сената США в 1950-х годах под председательством Эстеса Кефовера, Национальный преступный синдикат представлял собой конфедерацию организованных преступных групп, в основном итальянских и еврейских, на всей территории Соединенных Штатов.
СМИ окрестили силовую структуру Синдиката «Корпорацией убийств». Она представляла из себя банду бруклинских мафиози, совершавших в 1930-х и 1940-х годах убийства для криминальных авторитетов. Murder, Inc. возглавили Бухальтер и Анастазия, которые подчинялись членам мафиозной Комиссии Лански и Адонису. В «Корпорацию убийств» входили многие печально известные мафиози.
Murder Inc. состояла из двух фракций. Одна из них объединяла еврейских гангстеров из Браунсвилла (восточный Бруклин, Нью-Йорк), возглавляемые Эйбом «Кид Твист» Релесом, который подчинялся Лепке Бухальтеру и Джейкобу «Гурре» Шапиро. Вторую составляли итальянские гангстеры из Оушен Хиллз (северный Бруклин, Нью-Йорк) во главе с Гарри «Хэппи» Майоне, который подчинялся Альберту Анастазии. Во многих убийствах Murder Inc. был замешан Багси Сигел, но как ведущая фигура, а не как солдат.
Журналист Роберт Лейси в своей книге о Меере Лански Little Man (1991) утверждал, что никакого Национального преступного синдиката никогда не существовало: «Идею национального преступного синдиката часто путают с мафией. Однако это не одно и то же».
Хотя многие из членов Национального преступного синдиката были заключены в тюрьму, а некоторые казнены, упадок организации так же неясен, как и её происхождение. К концу 1940-х Murder Inc. и большинство её неитальянских компонентов прекратили своё существование. Некоторые участники синдиката, такие как Лански, продолжали работать как партнёры италоамериканских преступных семей.